# Heřmaň (powiat Czeskie Budziejowice)
Heřmaň – wieś i gmina w Czechach, w powiecie Czeskie Budziejowice, w kraju południowoczeskim. Według danych z dnia 1 stycznia 2013 liczyła 192 mieszkańców.